# Thônex
Thônex es una comuna suiza del cantón de Ginebra. Tiene una población estimada, a fines de 2020, de 14 573 habitantes.
Limita al norte con las comunas de Vandœuvres y Choulex, al noreste con Puplinge, al este y sureste con Ambilly (FRA-74) y Gaillard (FRA-74) al suroeste con Veyrier, al oeste con Chêne-Bougeries y Chêne-Bourg.

## Ciudades hermanadas
- Graveson.